# Füllfaktor (Solarzelle)

Strom-Spannungs-Diagramm

Der Füllfaktor bezeichnet den Quotienten aus der maximalen Leistung einer Solarzelle am Maximum Power Point und dem Produkt aus Leerlaufspannung und Kurzschlussstrom. Der Füllfaktor ist folglich dimensionslos.
Im vorliegenden Diagramm ist der Füllfaktor als das Verhältnis von blauer zu gelber Fläche zu betrachten.
Die ideale Solarzelle stellt eine Konstantstromquelle dar (bis zu ihrer Maximalspannung), ihr Strom-Spannungs-Diagramm bildet ein Rechteck und der Füllfaktor ist gleich 1. Daher ist er neben Kurzschlussstrom und Leerlaufspannung ein Maß für die Güte der Zelle. Je niedriger der Füllfaktor, desto niedriger ist auch der Wirkungsgrad der Solarzelle, da am Innenwiderstand der Zelle ein Teil der erzeugten Leistung verloren geht.
Bei kristallinen Solarzellen werden Werte zwischen 0,75 und 0,85 erreicht, bei amorphen Zellen liegt der Füllfaktor zwischen 0,5 und 0,7.